# Richard Mateelong
Richard Kipkemboi Mateelong (Narok, 14 oktober 1983) is een Keniaanse atleet, die zich heeft gespecialiseerd in de 3000 m steeple. Hij nam eenmaal deel aan de Olympische Spelen en won bij die gelegenheid een bronzen medaille.

## Biografie
Zijn grootste succes boekte Mateelong in 2007 door een bronzen medaille te winnen op zijn specialiteit tijdens de wereldkampioenschappen in Osaka. Hij finishte met 8.17,59 achter Brimin Kipruto (8.13,82) en Ezekiel Kemboi (8.16,94).
Op 24 mei 2008 zegevierde Mateelong bij de FBK Games in Hengelo op de 3000 m steeple in 8.13,00. Later dat jaar won hij op de Olympische Spelen van Peking een bronzen medaille. Met een tijd van 8.11,01 eindigde hij achter zijn landgenoot Brimin Kipruto (goud; 8.10,34) en de Fransman Mahiedine Mekhissi-Benabbad (zilver; 8.10,49). Op de WK van 2009 in Berlijn demonstreerde hij opnieuw blijk van zijn kunnen door in de finale in een persoonlijk record van 8.00,89 te finishen. Alleen zijn landgenoot Ezekiel Kemboi was een fractie sneller en won de wedstrijd met een verbetering van het kampioenschapsrecord tot 8.00,43.
Op 11 mei 2012 wist Richard Mateelong in Doha de muur van acht minuten op de 3000 m steeple te doorbreken door een tijd te laten noteren van 7.56,81. Hiermee behoort hij tot het selecte gezelschap van elf atleten die in deze discipline ooit binnen de acht minuten bleven (peildatum oktober 2014).
Mateelong is werkzaam bij de Keniaanse politie.

## Titels
- Afrikaans kampioen 3000 m steeplechase - 2010
- Gemenebestkampioen 3000 m steeplechase - 2010

## Persoonlijke records
| Onderdeel      | Prestatie | Datum       | Plaats         |
| -------------- | --------- | ----------- | -------------- |
| 1500 m         | 3.41,79   | 1 mei 2005  | Rechberghausen |
| 3000 m         | 7.48,71   | 16 mei 2005 | Rehlingen      |
| 5000 m         | 13.30,4   | 1 juli 2006 | Nairobi        |
| 10.000 m       | 28.18,4   | 26 mei 2007 | Nairobi        |
| 3000 m steeple | 7.56,81   | 11 mei 2012 | Doha           |

## Palmares

### 3000 m steeple
Kampioenschappen
- 2004:  Afrikaanse kamp. - 8.26,34
- 2004: 5e Wereldatletiekfinale- 8.14,22
- 2005: 10e Wereldatletiekfinale - 8.29,00
- 2006:  Wereldatletiekfinale - 8.08,62
- 2007:  WK - 8.17,59
- 2007:  Wereldatletiekfinale - 8.07,66
- 2008:  OS - 8.11,01
- 2008:  Wereldatletiekfinale - 8.16,05
- 2009:  WK - 8.00,89
- 2009: 8e Wereldatletiekfinale - 8.18,83
- 2010:  Afrikaanse kamp. - 8.23,54
- 2010:  Gemenebestspelen - 8.16,39
- 2011: 7e WK - 8.19,31

Golden League-podiumplekken
- 2006:  Meeting Gaz de France – 8.10,00
- 2006:  Golden Gala – 8.07,50
- 2006:  Memorial Van Damme – 8.08,98
- 2009:  Memorial Van Damme – 8.06,92

Diamond League-podiumplek
- 2012:  Qatar Athletic Super Grand Prix – 7.56,81